# 罗萨里奥达路利梅拉
罗萨里奥达路利梅拉是巴西米纳斯吉拉斯州的一个市镇。总面积112.319平方公里，总人口4151人，人口密度37人/平方公里。